# Castell de Mequinensa
Castell de Mequinensa är ett slott i Spanien.   Det ligger i provinsen Provincia de Huesca och regionen Aragonien, i den östra delen av landet, 300 km öster om huvudstaden Madrid. Castell de Mequinensa ligger 228 meter över havet.
Terrängen runt Castell de Mequinensa är lite kuperad. Runt Castell de Mequinensa är det glesbefolkat, med 9 invånare per kvadratkilometer. Närmaste större samhälle är Fraga, 18,1 km norr om Castell de Mequinensa. Omgivningarna runt Castell de Mequinensa är i huvudsak ett öppet busklandskap.